# 东江疏揭塘报节抄
东江疏揭塘报节抄是明朝毛承斗撰寫的一本關於毛文龙于天启元年（1621）至崇祯二年（1629）间抗击后金的事跡，涉及努尔哈赤、皇太极时期的满族活动情况。全書共八卷。明崇祯年間有刻本。1984年浙江古籍出版社出版贾乃谦点校本。